# مارسیلیو فیچینو
مارسیلیو فیچینو (ایتالیایی: Marsilio Ficino؛ زاده ۱۹ اکتبر ۱۴۳۳ درگذشته ۱ اکتبر ۱۴۹۹) یک محقق و کشیش کلیسای کاتولیک اهل ایتالیا بود.
آکادمی افلاطون را در دوره رنسانس دوباره بازگشایی و همه آثار او را از یونانی به لاتین ترجمه کرد.
یکی از چهره های اصلی دوره رنسانس بود که فریاد زد :((خود را بشناس، ای موجود الهی در جلد آدمی! ))

## منابع

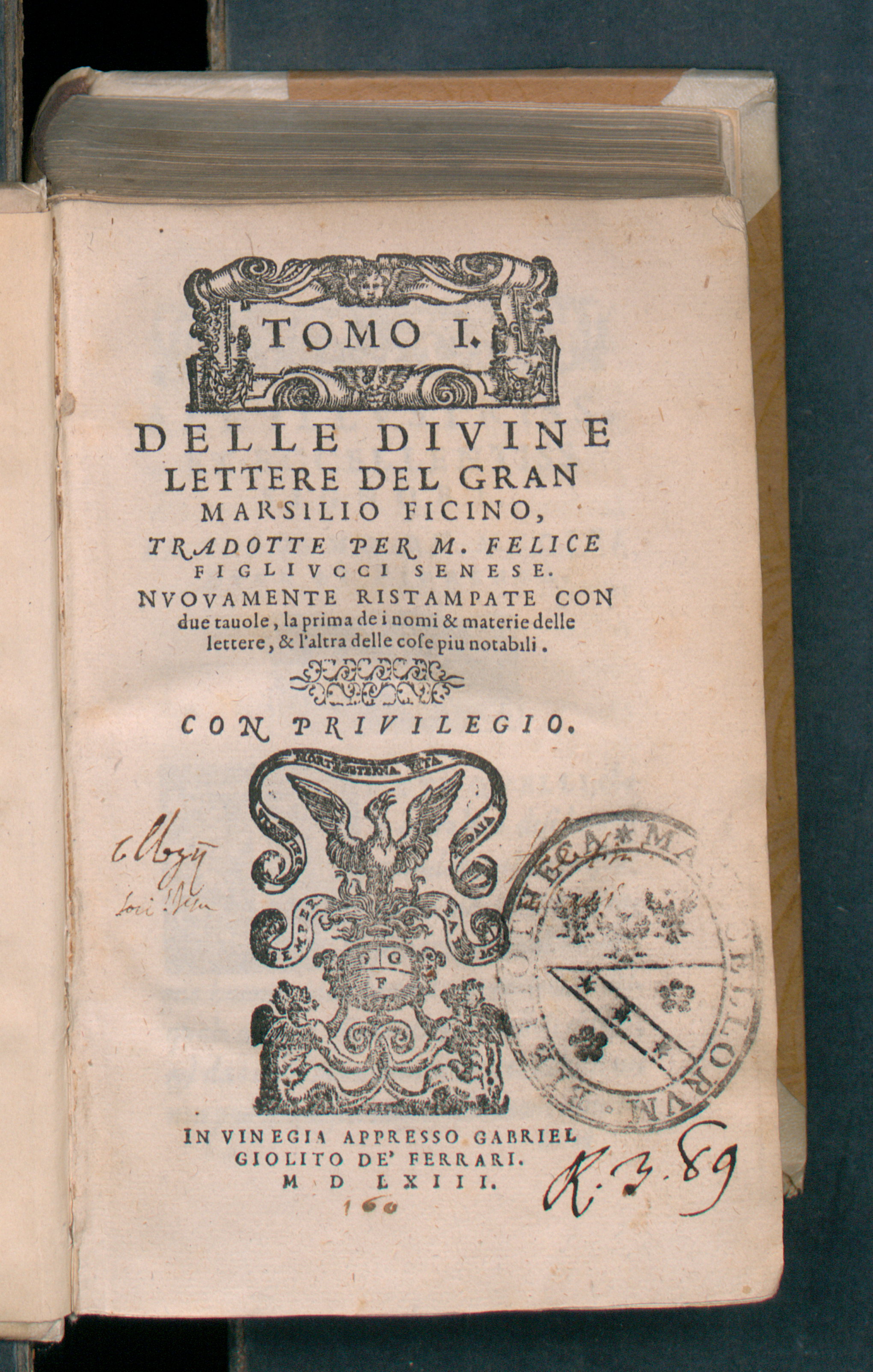
Delle divine lettere del gran Marsilio Ficino, 1563